# Frederick Scott Archer
Frederick Scott Archer (1813-1857) là nhà phát minh người Anh. Ông là người phát minh ra kỹ thuật chụp ảnh collodion. Thành tựu này đã giúp cho sự xâm nhập của nhiếp ảnh vào đời sống trở nên dễ dàng hơn.

## Tiểu sử
Archer là con của một người đàn ông bán thịt, người đàn ông này đã đến Luân Đôn để làm nghề thợ bạc. Sau đó, Archer trở thành một nhà điêu khắc và tạo ra các bức ảnh kiểu Calotype rất có tác dụng trong việc lưu giữ các tác phẩm điêu khắc của ông. Không hài lòng với sự phổ biến nghèo nàn cũng như hiệu ứng ánh sáng của calotype, Archer đã phát triển một kỹ thuật mới vào năm 1848 và xuất bản thành Nhà Hóa học vào năm 1851. Kỹ thuật chụp ảnh này đã cho phép các nhiếp ảnh gia có được những chi tiết đẹp của daguerreotype và phối hợp chúng. Nó cũng có khả năng cho phép in thành nhiều bản sao chép giống như calotype. Với phát minh của mình, Archer đã không cần cấp bằng sáng chế. Đối với ông, đây là món quà ông dành tặng cho thế giới. Sau đó ông phát triểu ambrotype cùng với Peter Wickens Fry. Ông qua đời khi đã kiệt sức bởi vì không đăng ký sáng chế cho collodion, ông kiếm rất ít tiền từ đứa con tinh thần này. Một bản cáo phó đã miêu tả rằng "một quý ông rất kín đáo, sống trong sự nghèo nàn về sức khỏe". Gia đình ông nhận một món quà trị giá 747 bảng Anh sau khi ông qua đời, số tiền này được đóng góp bởi nhiều người và nó là một khoản trợ cấp nho nhỏ để hỗ trợ ba đứa trẻ là con của Archer. Hội Nhiếp ảnh Hoàng gia đã tạo nên một bộ sưu tầm nhỏ gồm các bức ảnh của Archer, một vài bức ảnh trong số này đã được trưng bày tại Bảo tàng Victoria và Albert. Archer được chôn cất tại Nghĩa trang Kensal Green.